# كولورس
الكولورس هو جنس من الديناصورات السيلوروصورية من أواخر العصر الجوارسي (منتصف المرحلة الحيوانية في أواخر العصر الكيمريدجي، منذ 155-152 مليون سنة). اسمه يعني في اليونانية "الذيل المجوف".